# 국립경기장 목록
다음은 국가에서 설립 또는 운영 중인 국립 경기장 목록이다.

## 대한민국
- 서울올림픽주경기장
- 서울월드컵경기장

## 루마니아
- 아레나 나치오날러

## 리히텐슈타인
- 라인파르크 슈타디온

## 말레이시아
- 부킷잘릴 국립 경기장

## 바레인
- 바레인 국립경기장

## 방글라데시
- 방가반두 국립 경기장

## 브라질
- 이스타지우 마네 가힌샤

## 베트남
- 미딘 국립 경기장

## 싱가포르
- 싱가포르 국립경기장

## 아프가니스탄
- 가지 스타디움

## 일본
- 국립 요요기 경기장
- 도쿄 국립경기장

## 조지아
- 보리스 파이차제 경기장

## 중화인민공화국
- 가오슝 국가체육장
- 베이징 국가체육장

## 카타르
- 루사일 국립 경기장

## 탄자니아
- 탄자니아 국립 경기장

## 폴란드
- 바르샤바 국립 경기장